# Agnegatan

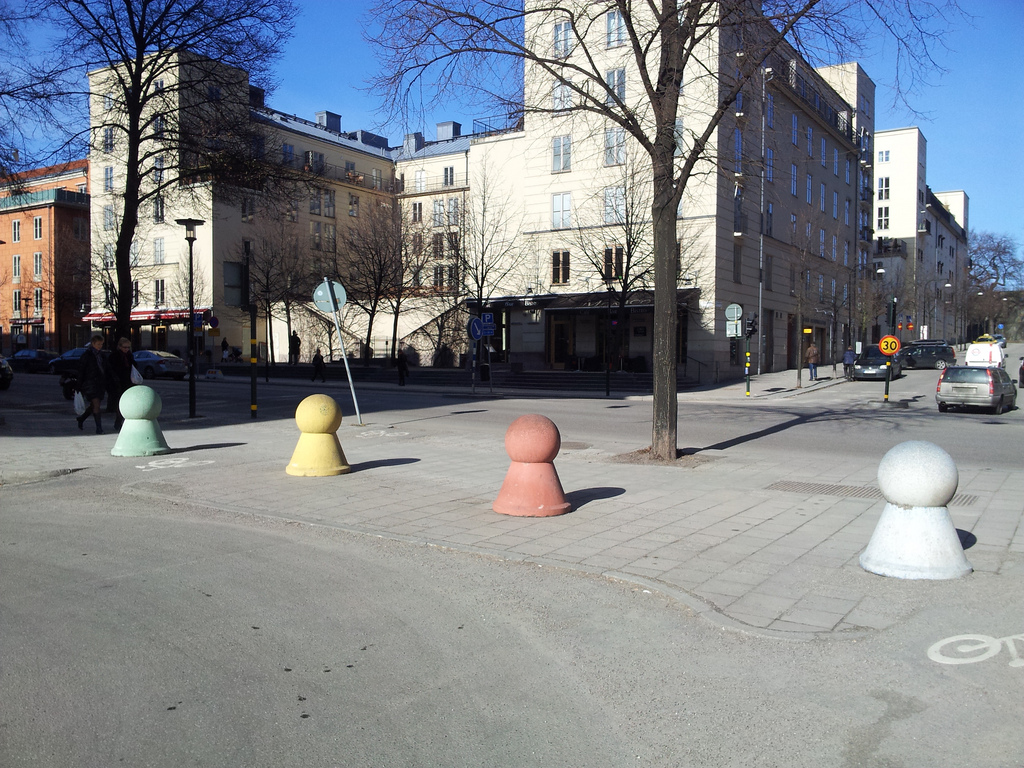
Fiapjäser av betong spärrar av Norra Agnegatan från Fleminggatan.

Agnegatan var en gata på Kungsholmen i Stockholm. När den anlades 1885 sträckte den sig hela vägen från Garvargatan i söder till  Fleminggatan i norr, men sedan tunnelbanans blå linje byggdes 1975 är den delad vid Stockholms polishus i Norra Agnegatan och Södra Agnegatan avskilda av de ihopväxta parkerna Polishusparken och Rådhusparken. Dessa ynkliga gatstumpar har ytterligare degenererats genom att klippas av från Fleminggatan respektive Bergsgatan. Norra Agnegatan är i stort sett degraderad till att vara en nedfart till polishusets garage, medan Södra Agnegatan är en blygsam lokalgata bakom Landstingshuset.
Agnegatan fick sitt namn i samband med Namnrevisionen i Stockholm 1885 i kategorin "fosterländska och historiska namn". Gatan är uppkallad efter Agne Skjalfarbonde av Ynglingaätten som enligt Ynglingasagan mötte sitt öde på "en strand vid Mälaren". Denna plats, Agnefit, låg dock antagligen inte på Kungsholmen utan på Stadsholmen.